# جيمي ماسون (لاعب كرة قدم)
جيمي ماسون (بالإنجليزية: Jimmy Mason)‏ (18 يونيو 1919 بغلاسكو في المملكة المتحدة - 8 ديسمبر 1971) هو لاعب كرة قدم بريطاني (وحمل سابقاً جنسية المملكة المتحدة لبريطانيا العظمى وأيرلندا) في مركز مهاجم داخلي. شارك مع منتخب اسكتلندا لكرة القدم. أما مع النوادي، فقد لعب مع نادي برينتفورد ونادي لانارك الثالث ورابطة كرة القدم الاسكتلندية الحادية عشر ‏.

## وصلات خارجية
- جيمي ماسون على موقع الاتحاد الإسكتلندي (الإنجليزية)
- جيمي ماسون على موقع قاعدة بيانات كرة القدم.إي يو (الإنجليزية)